# Atavillos Bajo
O Distrito peruano de Atavillos Bajo é um dos doze distritos que formam a Província de Huaral, situada na Região de Lima.

## Transporte
O distrito de Atavillos Bajo é servido pela seguinte rodovia:
- PE-20C, que liga o distrito de Aucallama à cidade de Huayllay (Região de Pasco)
- LM-109, que liga a cidade de Huaral ao distrito de Lampian[2][3][4]